# Beybienkoana africana
Beybienkoana africana är en insektsart som först beskrevs av Lucien Chopard 1961.  Beybienkoana africana ingår i släktet Beybienkoana och familjen syrsor. Inga underarter finns listade i Catalogue of Life.